# District de Moûtiers
Le district de Moûtiers est une ancienne division territoriale française du département du Mont-Blanc de 1792 à 1795.

## Géographie
Le district reprend en partie la vallée de la Tarentaise et le massif du Beaufortain. Il est limité à l'est les pentes du Mont Iseran, le Mont Blanc, le Petit-Saint-Bernard et les glaciers faisant frontières avec le Val d'Aoste. Au sud, la délimitation passe par l'autre partie du Mont Iseran, les sommets de la Vanoise au-dessus de Tignes (Grande Motte, Grande Casse). À l'ouest, celle-ci correspond aux frontières historiques avec la Maurienne, correspondant à cette période au district de Saint-Jean-de-Maurienne. Enfin, au nord, les limites passent par les sommets du Beaufortain ainsi que la rivière de l'Arly.

## Organisation
Le district est composé de 10 cantons, rassemblant 71 communes.
Voici un tableau permettant de présenter les différentes cantons du district.
| Nom du canton (Lien vers les cantons actuels) | Nombre d'habitants | Nombre de communes (en ital. les communes ayant disparu/fusionné) |
| --------------------------------------------- | ------------------ | --- |
| Aime                                          | 4792               | Aime, Centrons, La Côte-d'Aime, Granier, Longefoy-sur-Aime, Mâcot-Sangot, Montgirod, Tessens, Villette |
| Bellentre                                     | 3402               | Bellentre, Hauteville-Gandon, Landry, Mont-Valezan-sur-Bellentre, Peisey |
| Bozel                                         | 6330               | Les Allues, Bozel, Champagny, Montagny, La Perrière, Pralognan, Saint-Bon, La Saulce |
| Bourg-Saint-Maurice                           | 4820               | Bourg-Saint-Maurice, Séez et Saint-Germain, Villaroger, La Chapelle |
| Conflans                                      | 2995               | La Bâthie, Césarches, Conflans, Grignon, Monthion, Saint-Thomas-des-Esserts, Tours, Venthon |
| Feissons-sous-Briançon                        | 4493               | Bonneval, Cevins, Feissons-sous-Briançon, Naves, Notre-Dame-de-Briançon, Pussy, Rognaix, Saint-Eusèbe-de-Cœur, Saint-Paul et Blay, Villargerel)                                                                                           |
| Moûtiers                                      | 7309               | Aigueblanche, Les Avanchers, Bellecombe, Le Bois, Cellièr(e)s, Doucy, Feissons-sur-Salins, Fontaine et Le Puits, Les Frasses, Hautecour, Moûtiers, Notre-Dame-du-Pré, Saint-Marcel, Saint-Oyen, Saint-Thomas-de-Cœur, Salins, Villarlurin |
| Sainte-Foy                                    | 3359               | Montvalezan-sur-Séez, Sainte Foy, Tignes, Val-d'Isère |
| Saint-Jean-de-Belleville                      | 3899               | Saint-Jean-de-Belleville, Saint-Laurent-de-la-Côte, Saint-Martin-de-Belleville |
| Saint-Maxime-de-Beaufort                      | 6736               | Beaufort, Hauteluce, Queige, Villard-sur-Beaufort |